# Route A591 (Grande-Bretagne)
L'A591 est une route importante de Cumbria, au Nord-Ouest de l'Angleterre, qui se trouve presque entièrement dans le parc national du Lake District. Un sondage, réalisé en 2009, par la société de navigation par satellite Garmin a désigné le tronçon de la route entre Windermere et Keswick, comme le plus populaire de Grande-Bretagne,.
La portion de route, de 46,6 km, entre Kendal et Keswick a également été désignée comme étant la meilleure route du Royaume-Uni, selon plusieurs critères de conduite, spécialement conçus par la société de location de voitures Avis.

## Source de la traduction
- (en) Cet article est partiellement ou en totalité issu de l’article de Wikipédia en anglais intitulé « A591 road » (voir la liste des auteurs).